# Melaleuca citrina
Callistemon citrinus
Espèce
Melaleuca citrina (synonyme Callistemon citrinus), communément nommée Fleur-goupillon, Rince-bouteilles ou Rince-bouteille, est une espèce de plantes à fleurs de la famille des Myrtaceae. C'est un arbuste endémique de la Nouvelle-Galles du Sud et Victoria en Australie. Certains herbiers, de tous pays, utilisent encore le nom de Callistemon citrinus ou encore Callistemon lanceolatus qui est un nom plus ancien. C'est une espèce résistante et adaptable, commune dans son habitat naturel. Elle est largement cultivée, non seulement en Australie, où elle est souvent connue sous le nom Callistemon citrinus. C'était l'une des premières plantes australiennes cultivées hors du pays, ayant été amenées en Angleterre en 1770 par Joseph Banks. Ses pics voyants de fleurs rouges, présents la plupart de l'année dans une situation idéale, expliquent sa popularité.

## Description
Melaleuca citrina est un arbuste qui peut atteindre 20 m de hauteur, mais plus généralement dans la gamme de 1 à 3 m de haut et de large. Il a une écorce dure, fibreuse ou sur papier et sa croissance jeune est généralement couverte de poils doux et soyeux. Ses feuilles sont disposées alternativement et sont de 26 à 99 mm de longueur, de 4 à 25 mm largeur, dur, plat, étroit en forme d'œuf avec l'extrémité la plus étroite près de la base et avec une extrémité pointue mais non aiguë. Il y a entre 7 et 26 veines de ramification clairement visibles des deux côtés des feuilles et un grand nombre de glandes d'huile distinctes visibles sur les deux surfaces des feuilles,.
Les fleurs sont rouges et disposées en épis aux extrémités des branches qui continuent à croître après la floraison et parfois aussi aux aisselles supérieures de la feuille. Les épis ont entre 45 et 70 mm de diamètre et entre 60 et 100 mm de long avec jusqu'à 80 fleurs individuelles. Les pétales sont de 3,9 à 5,8 mm de long et tombent dès que la fleur vieillit. Il y a entre 30 et 45 étamines dans chaque fleur, avec les filaments d'étamine rouge, les anthères sont pourpres. La floraison a lieu dans la plupart des mois de l'année, mais principalement en novembre et décembre. La floraison est suivie de fruits qui sont des capsules ligneuses en forme de cube, de 4,4 à 7 mm de long et environ 7 mm de large en grappes cylindriques le long de la tige. Les capsules fructifères restent ouvertes jusqu'à ce que la plante, ou la partie qui les porte meure,.

## Taxonomie et dénomination
Melaleuca citrina a été décrite pour la première fois formellement en 1802 par le botaniste français Georges Louis Marie Dumont de Courset dans Le Botaniste Cultivateur. L'espèce avait été anciennement connue sous le nom de Metrosideros citrina, à son tour nommée par William Curtis dans la revue botanique en 1794, basé sur une plante de floraison qui pousse dans la ferme de M. Cremorne. Cette plante avait grandi à partir d'une racine recueillie en 1770 à Botany Bay par Joseph Banks au cours du premier voyage de James Cook en Australie. Curtis a noté que les feuilles « quand elles sont brossées donnent un parfum agréable, ». Le nom d'espèce (citrina) fait allusion à la similitude de la propriété aromatique des feuilles de cette espèce et celles des plantes d'agrumes du genre citrus.
Callistemon citrinus est considéré comme synonyme de Melaleuca citrina par les jardins botaniques royaux de Kew.

### Synonymes
Melaleuca citrina a pour synonymes selon Plants of the World online (POWO) (24 juin 2021) :
- Callistemon citrinus (Curtis) Skeels
- Callistemon citrinus var. splendens Stapf
- Callistemon cunninghamii K.Koch
- Callistemon flavescens Regel
- Callistemon laevis Stapf
- Callistemon lanceolatus Sweet
- Callistemon lanceolatus var. pendulus Regel
- Callistemon lanceolatus var. semperflorens (G.Lodd.) Heynh.
- Callistemon lanceolatus f. semperflorens (G.Lodd.) Siebert & Voss
- Callistemon lanceolatus var. sparsus Regel
- Callistemon lilacinus Cheel
- Callistemon lilacinus f. albus Cheel
- Callistemon lilacinus f. carminus Cheel
- Callistemon longifolius (Dum.Cours.) Anon.
- Callistemon marginatus (Cav.) Sweet
- Callistemon pendulus Regel
- Callistemon pendulus var. confertus Regel
- Callistemon pendulus var. genuinus Regel
- Callistemon pendulus var. rigidus Regel
- Callistemon semperflorens G.Lodd.
- Metrosideros angustifolia' Dum.Cours.
- Metrosideros citrina' Curtis
- Metrosideros falcata Dum.Cours.
- Metrosideros lanceolata Sm.
- Metrosideros latifolia Dum.Cours.
- Metrosideros longifolia Dum.Cours.
- Metrosideros marginata Cav.
- Metrosideros myrtifolia Hoffmanns.
- Metrosideros semperflorens G.Lodd.

## Distribution et habitat
Melaleuca citrina est situé près des zones côtières de la Nouvelle-Galles du Sud, y compris les Blue Mountains et s'étend jusqu'à l'ouest des pentes du Centre Ouest. Il se produit également dans les zones côtières orientales de Victoria et pousse dans les marais et le long des ruisseaux et des rivières.

## Écologie
Des oiseaux ont été observés utilisant cette espèce de plante comme source de nourriture. Ceux qui recherchent le nectar des fleurs, du genre Méliphage, comprennent des Méliphages à bec grêle, des Méliphages de Nouvelle-Hollande, des Méliphages bruyant, des Méliphages barbe-rouge et encore des Zostérops à dos gris, tandis que les Perruches de Pennant mangent les graines.
Des larves de Cochenille Ripersiella hibisci, jusqu'ici inconnues en Europe, ont été identifiées au printemps 2021 dans des Callistemon citrinus en pots provenant d'Italie et vendus en Suisse.

## Utilisations

### Agriculture
L'herbicide Mesotrione a été développé comme analogique synthétique de leptospermone, un herbicide naturel produit par les racines de Melaleuca citrina.

### Horticulture
M. citrina, en tant que Callistemon citrinus avait été établi en culture en Angleterre dès 1794, quand les plantes fleurissent, après plus de cinq ans de culture, on peut les observer à la fois dans Kew Gardens et dans le Parc de Syon House et les jeunes plantes étaient alors devenus disponibles dans les pépinières. il est largement cultivé, souvent comme Callistemon citrinus et parfois comme Callistemon lanceolatus. Il se propage facilement à partir de graines ou de boutures et pousse dans la plupart des sols, préférant un emplacement ensoleillé. Il est résistant au froid et répond bien à l'irrigation et à l'application d'engrais, mais tolère bien la sécheresse et le froid ,,.
Un certain nombre de cultivars ont été développés (comme des cultivars de Callistemon citrinus) ceci inclus :
- 'Firebrand', une plantule d'origine incertaine plantée pour la première fois à Austraflora Nursery en 1973. Les plantes sont d'environ 60 cm de haut et 2,5 mètres de large et ont de profondes fleurs de couleur rose cramois[19].
- 'Splendens', une forme avec un aspect compact et arrondie, qui pousse à environ 2 mètres de haut et de large. En Australie, elle est vendue sous le nom commercial « Endeavour »[20]. Au Royaume-Uni, il a reçu le Prix du mérite jardin de la Royal Horticultural Society[21].
- 'White Anzac', une forme de floraison blanche basse et étendue sélectionnée d'une population naturelle en Nouvelle-Galles du Sud[22].
- 'Demesne Rowena' - Croissement entre 'Splendens' et 'White Anzac' qui pousse à 1,5 x 1,5 mètre. Les fleurs sont rouges en s'ouvrant, passant ensuite au rose foncé[23].

« En France, Callistemon citrinus jouit d’une popularité croissante afin de fleurir jardins, parterres et massifs urbains, où la plante est appréciée pour sa floraison spectaculaire ».
C'est une excellente plante mellifère riche en nectar.

## Galerie

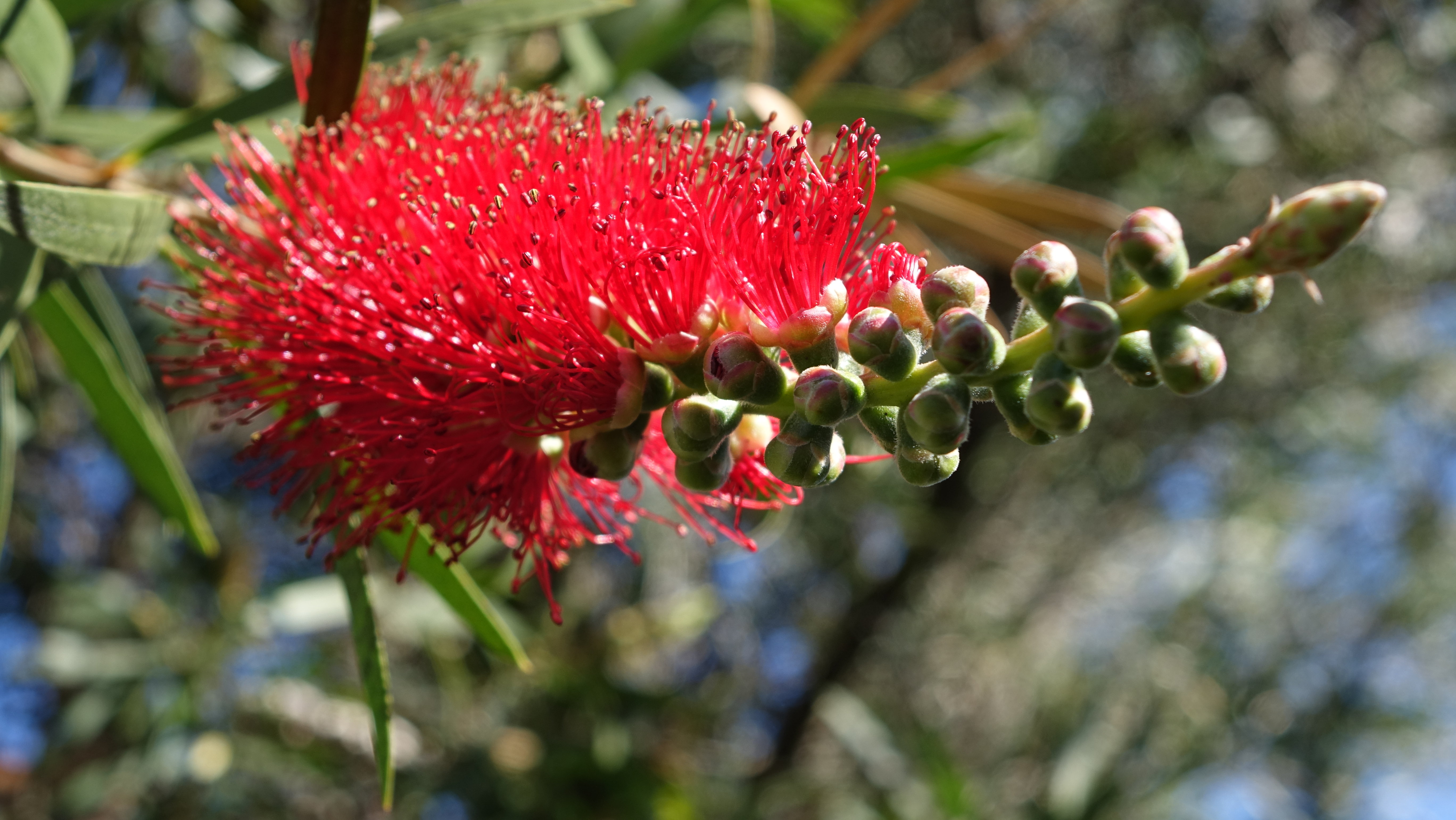
Formation de fleurs.
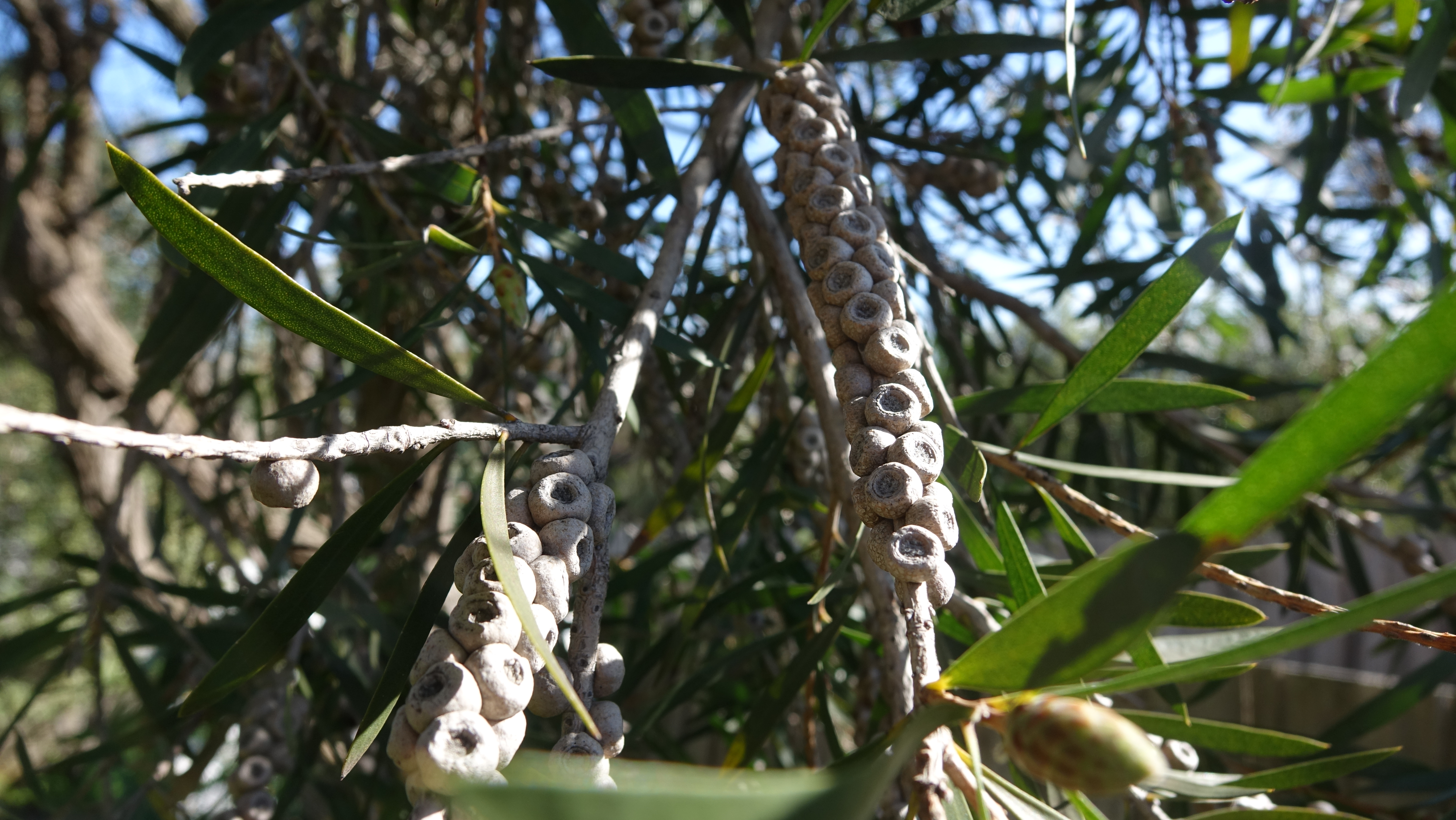
Capsules de fruits ligneux.
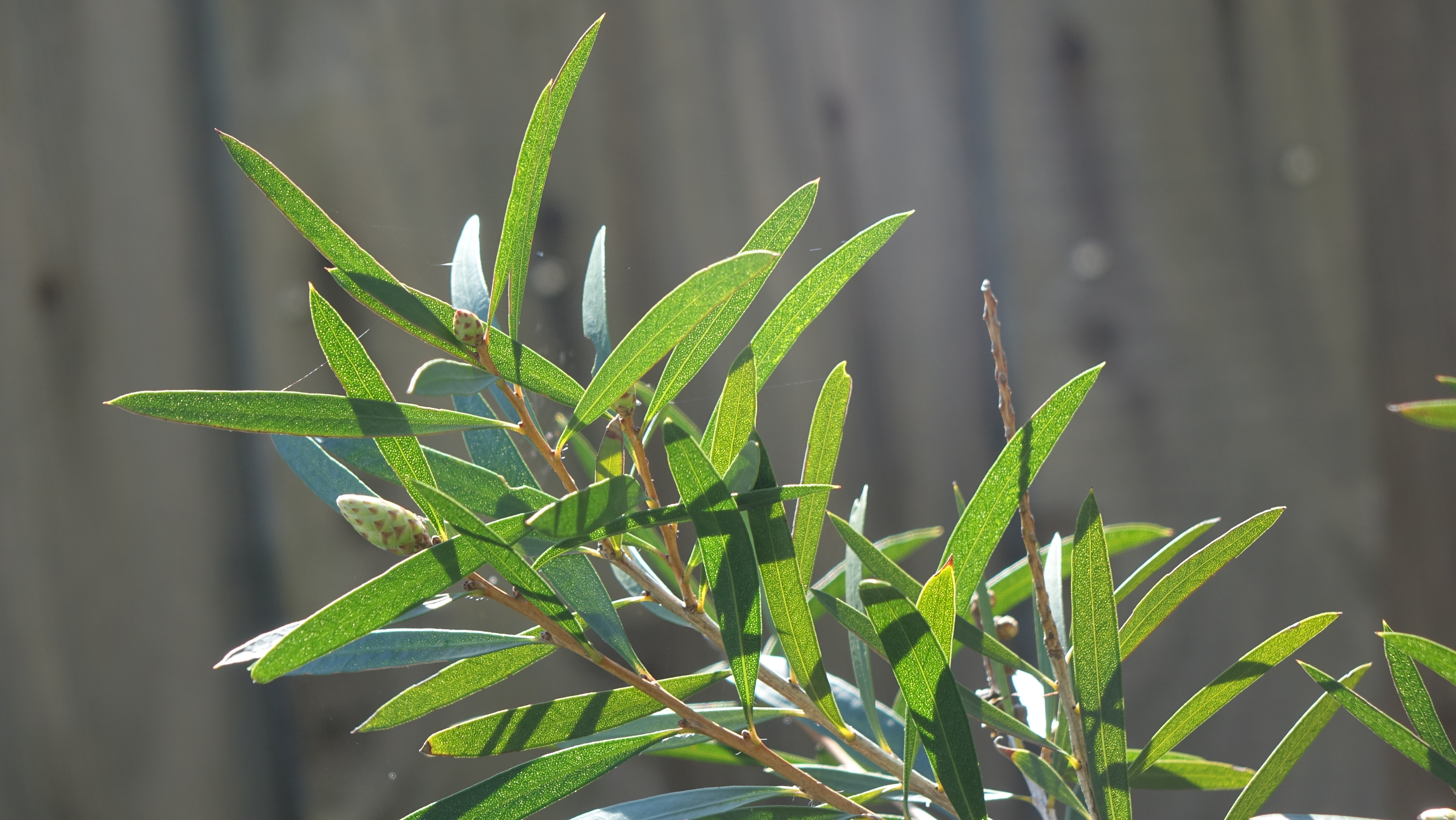
Nervation des feuilles.
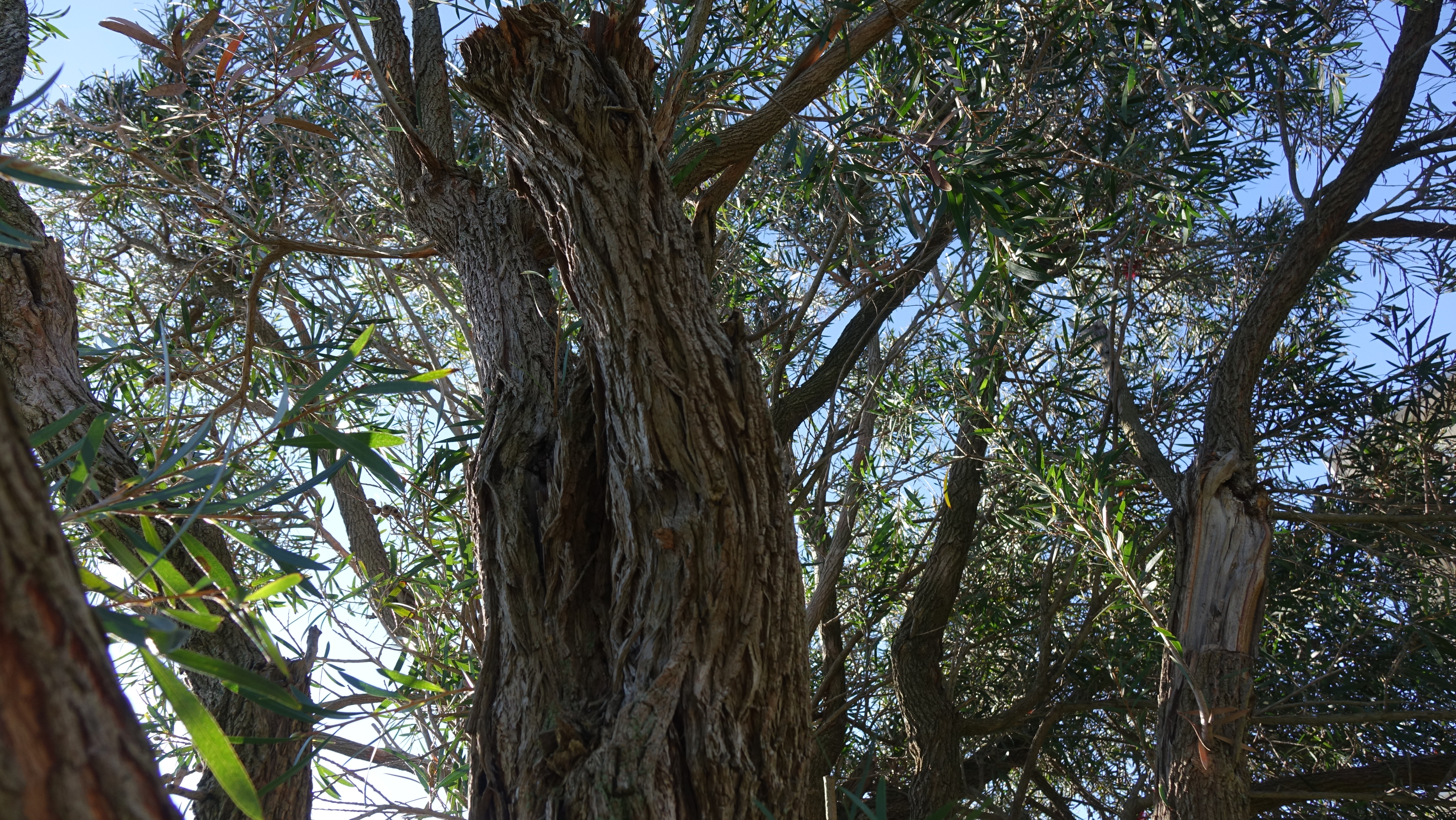
Tronc et écorce d'arbre mûr.
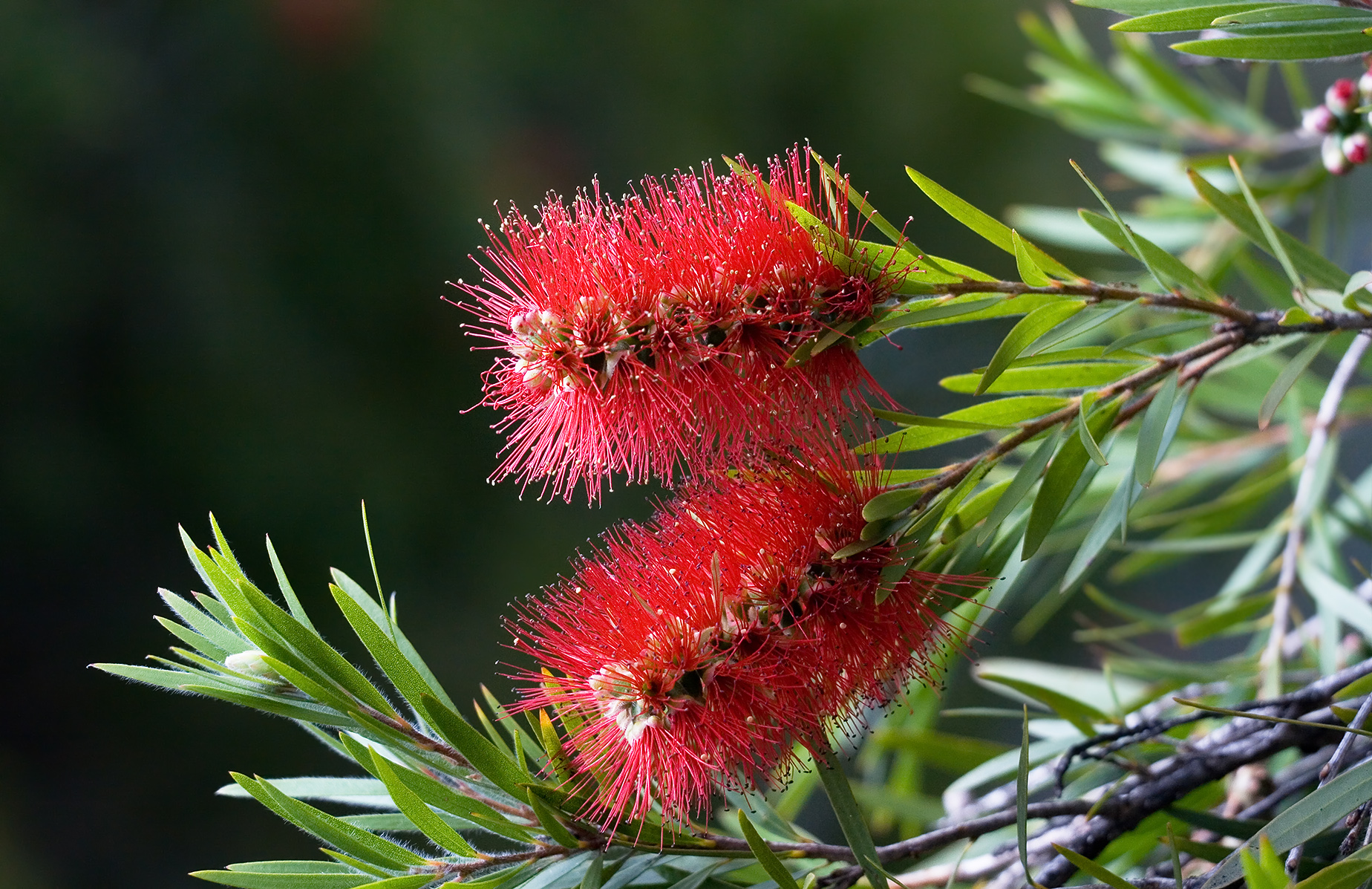
Fleurs et feuilles.
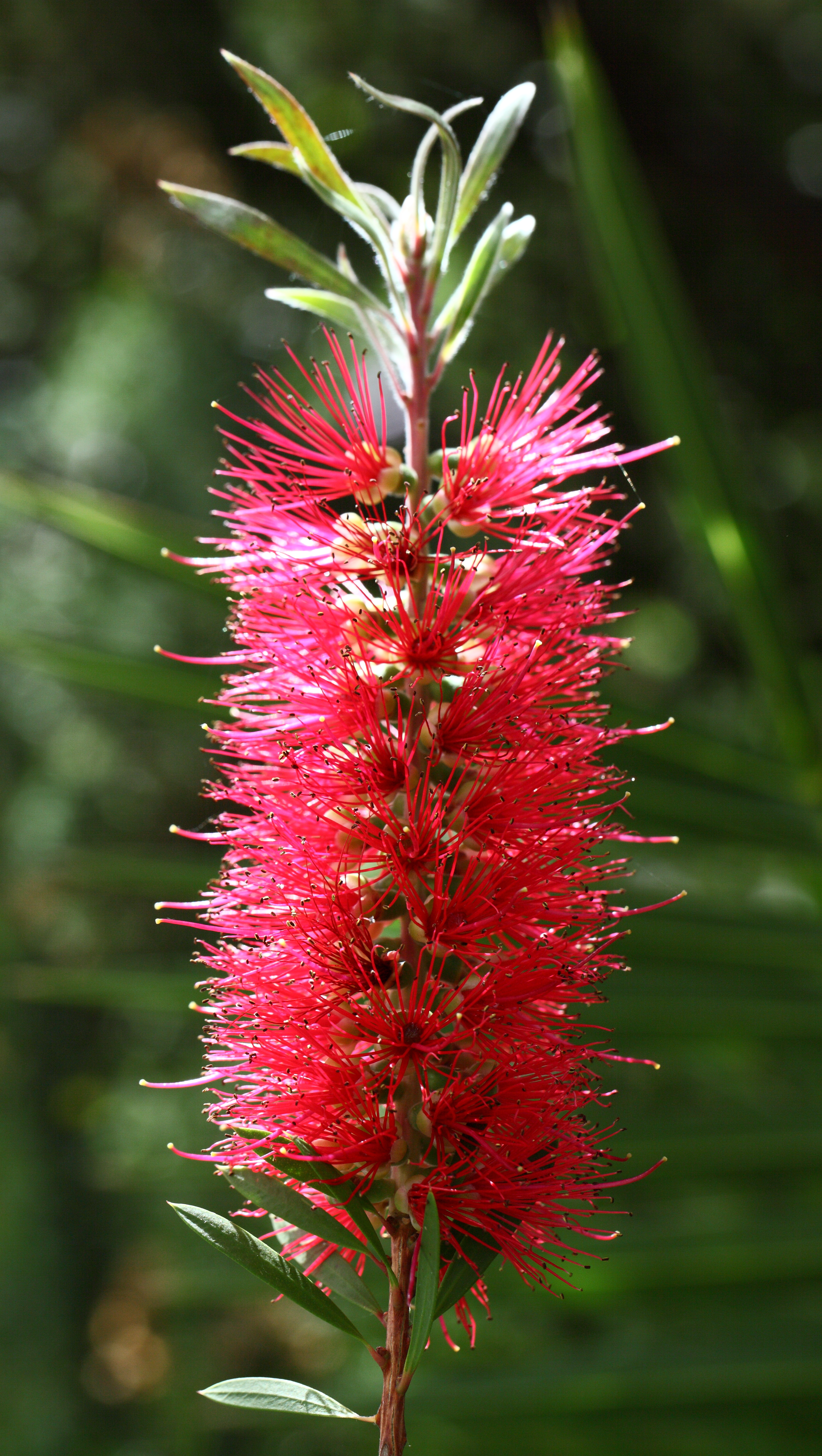
Inflorescences érigées.
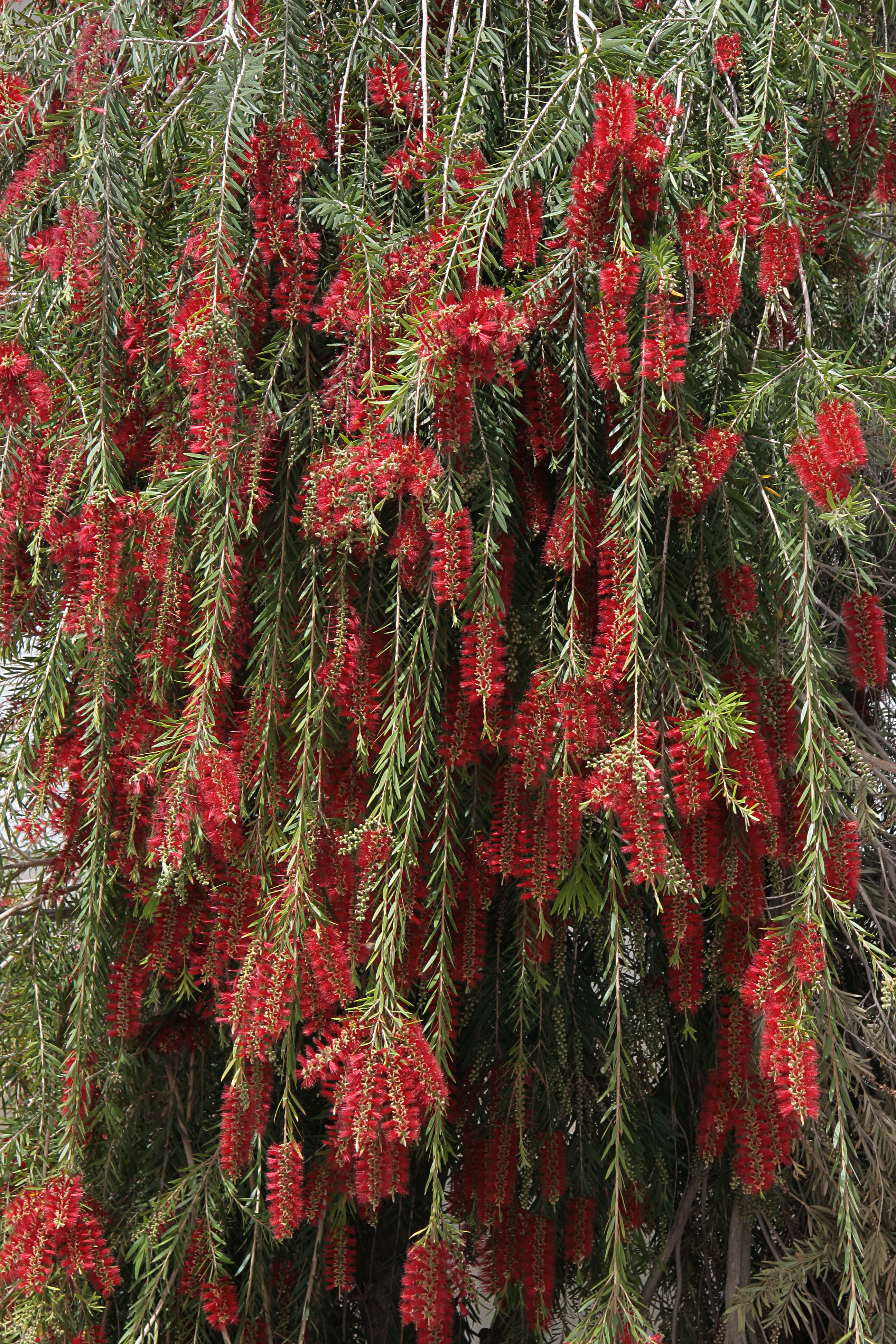
Inflorescences pendantes.
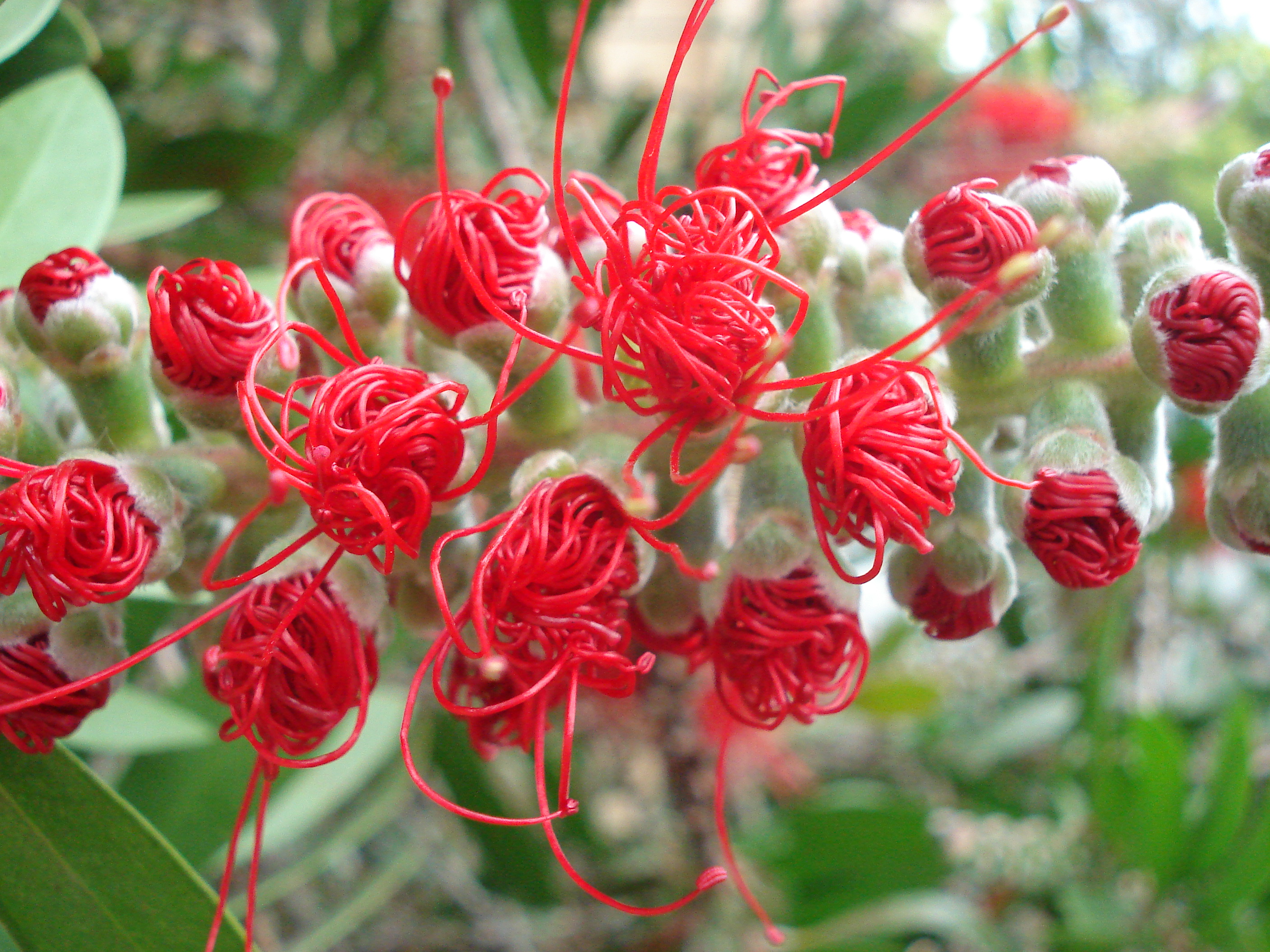
Fleurs lors de l'ouverture des boutons.
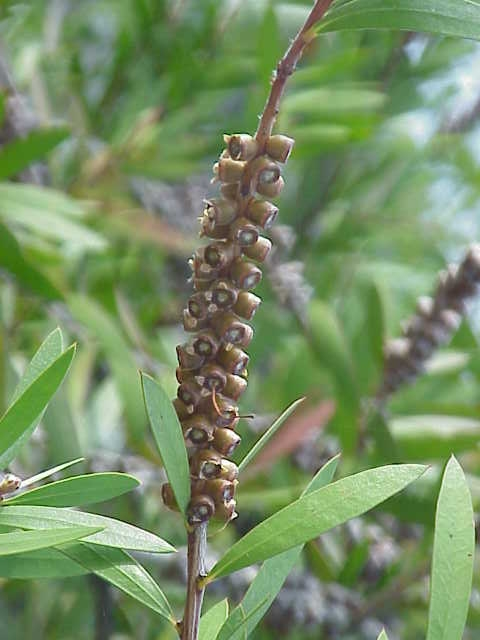
Fruits.

### Melaleuca citrina(Curtis) Dum.Cours.
- (en) Catalogue of Life : Melaleuca lutea Craven (synonymie) (consulté le 13 avril 2023)
- (en) FloraBase (Australie-Occidentale) : classification Melaleuca citrina  (consulté le 25 juin 2021)
- (fr + en) GBIF : Melaleuca citrina (Curtis) Dum.Cours. (consulté le 25 juin 2021)
- (en) IPNI : Melaleuca citrina (Curtis) Dum.Cours.  (consulté le 25 juin 2021)
- (en) OEPP : Melaleuca citrina (Curtis) Dumont de Courset  (consulté le 25 juin 2021)
- (en) POWO : Melaleuca citrina (Curtis) Dum.Cours. (consulté le 25 juin 2021)
- (en) Tropicos : Melaleuca citrina (Curtis) Dum. Cours.  (+ liste sous-taxons) (consulté le 25 juin 2021)
- (en) WCVP : Melaleuca citrina (Curtis) Dum.Cours. (consulté le 25 juin 2021)
- (en) World Flora Online : Melaleuca citrina (Curtis) Dum.Cours. (+descriptions) (consulté le 25 juin 2021)

### Callistemon citrinus(Curtis) Skeels
- (en) Catalogue of Life : Callistemon citrinus (Curtis) Skeels (consulté le 25 juin 2021)
- (fr + en) GBIF : Callistemon citrinus (Curtis) Skeels (consulté le 25 juin 2021)
- (fr) INPN : Callistemon citrinus (Curtis) Skeels, 1913 (TAXREF)  (consulté le 25 juin 2021)
- (en) IPNI : Callistemon citrinus (Curtis) Skeels  (consulté le 25 juin 2021)
- (en) OEPP : Callistemon citrinus (Curtis) Dumont de Courset  (consulté le 25 juin 2021)
- (en) POWO : Callistemon citrinus (Curtis) Skeels (consulté le 25 juin 2021)
- (en) Tropicos : Callistemon citrinus (Curtis) Skeels  (+ liste sous-taxons) (consulté le 25 juin 2021)
- (en) WCVP : Callistemon citrinus (Curtis) Skeels (consulté le 25 juin 2021)
- (en) World Flora Online : Callistemon citrinus (Curtis) Skeels (+descriptions) (consulté le 25 juin 2021)